# Clubhaus des Chemnitzer Lawn-Tennis-Club

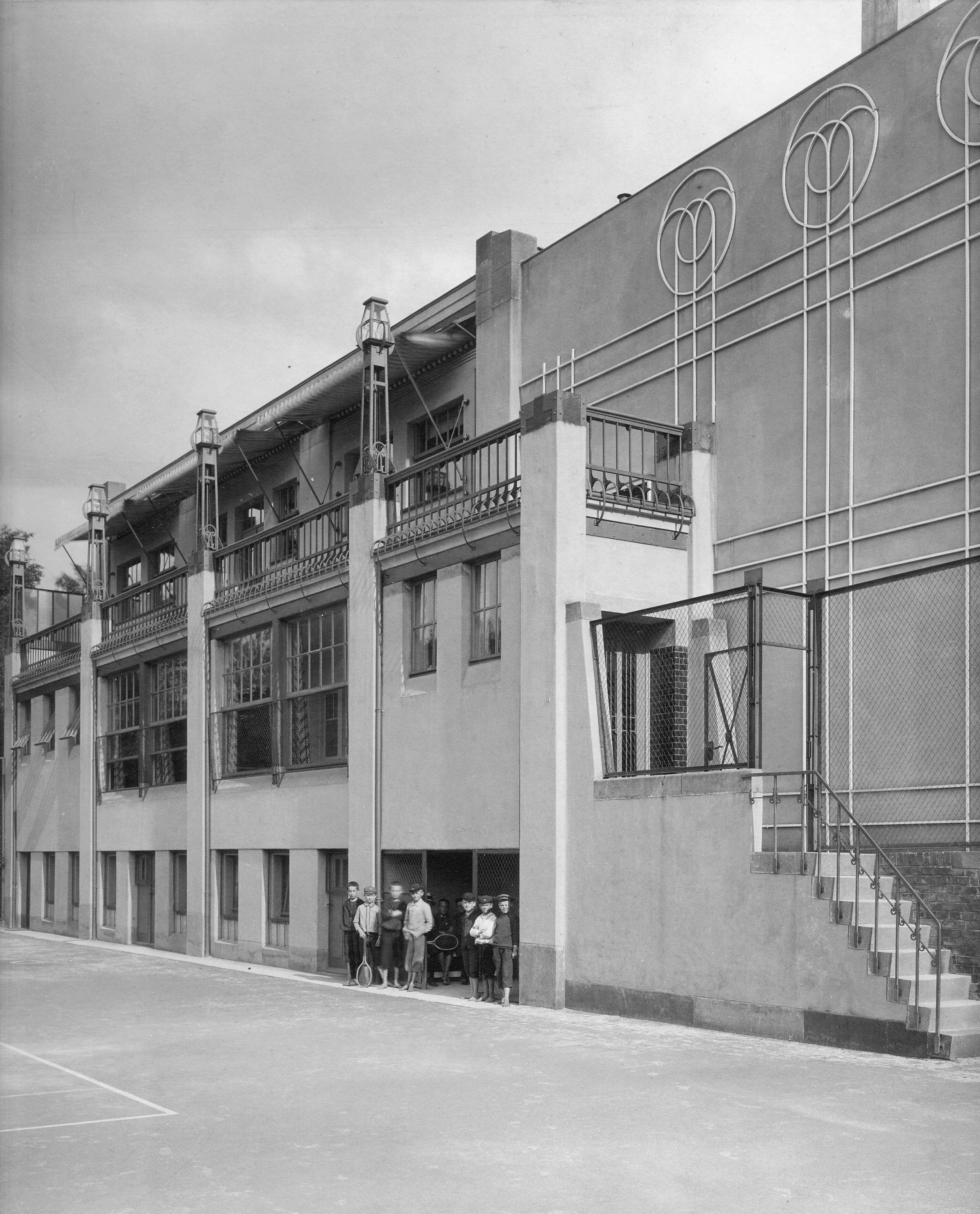
Fotografische Seitenansicht (von zwischen 1908 und 1927)

Das Clubhaus des Chemnitzer Lawn-Tennis-Club war von 1908 bis nach dem Zweiten Weltkrieg ein als Clubhaus dienendes Gebäude an der Goethestraße im heutigen Chemnitzer Stadtteil Kapellenberg. 
Es wurde 1908 nach Auftrag des Chemnitzer Unternehmers Fritz Eugen Esche (1876–1953) durch den belgischen Architekten Henry van de Velde auf begrenzter Fläche erbaut. Van de Velde stattete auch den Bar-Raum sowie die Lese- und Vorstandszimmer mit Möbeln, Leuchten und Teppichen aus. 
Das bemerkenswerte Gebäude, von dem heute nur noch wenige erhaltene Möbel und historische Aufnahmen des Weimarer Hoffotografen Louis Held (1857–1927) zeugen, wurde nach dem Zweiten Weltkrieg abgebrochen, um dem Bau von Sozialwohnungen zu weichen.